# オンタリオ州の旗

オンタリオ州の旗

オンタリオ州の旗（オンタリオしゅうのはた、flag of Ontario）は、ユニオン・フラッグが左肩（カントン）に配されたレッド・エンサイン (Red Ensign) ベースの旗。右の赤地部分には、オンタリオ州の盾の紋章が配されている。現在の旗は1965年4月14日に制定された。
盾の紋章は、上部がイングランドの国旗である聖ゲオルギウス十字（白地に赤十字）、下部はサトウカエデ。